# Amphoe Prakhon Chai
Amphoe Prakhon Chai (thaï : ประโคนชัย) est un amphoe de la province de Buriram.

## Points d'intérêt

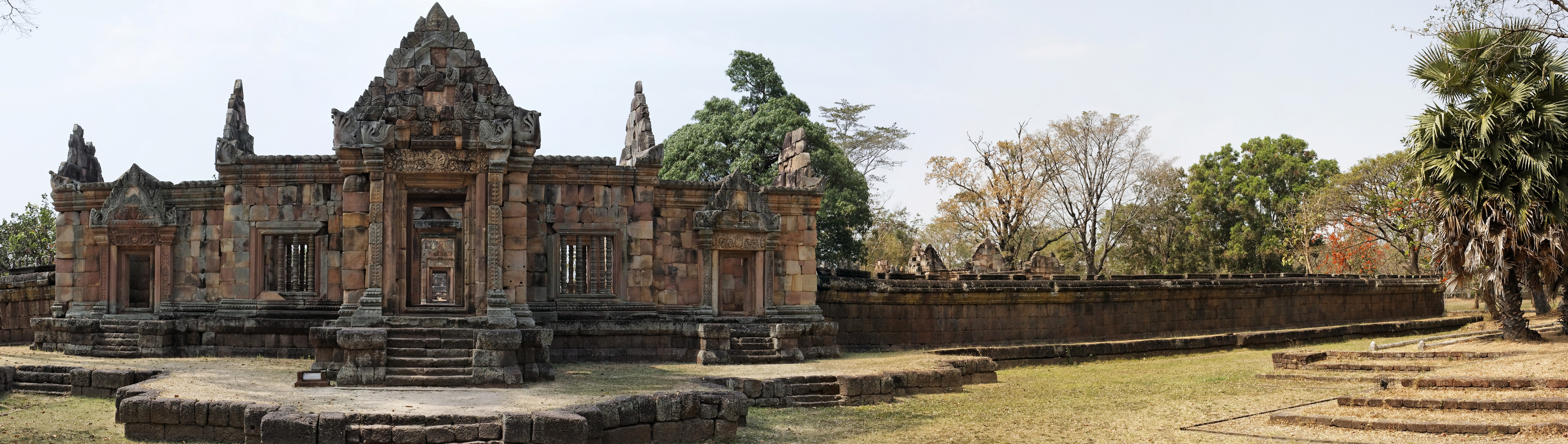
Le Prasat Muang Tam

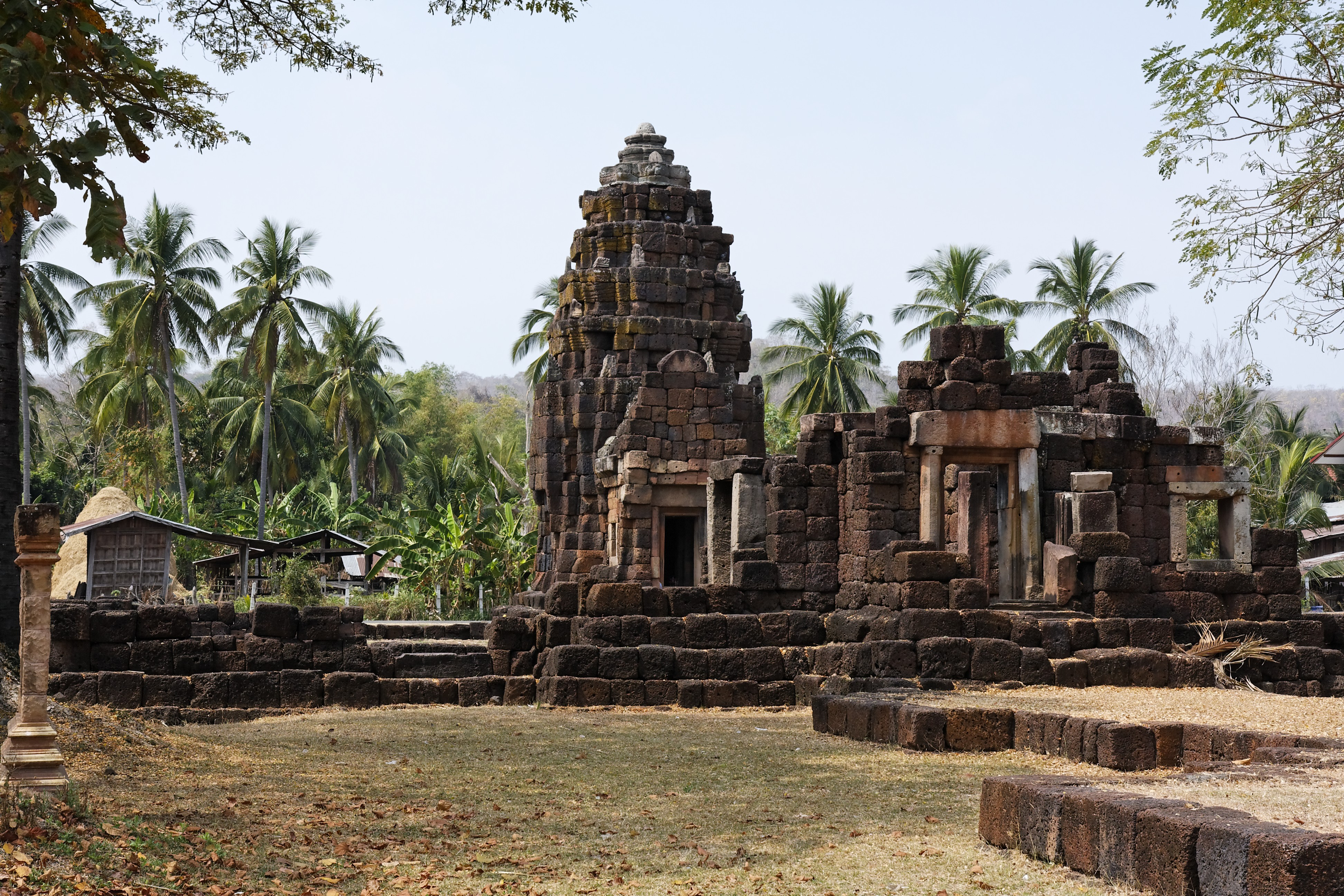
Le Kuti Reussi no 1
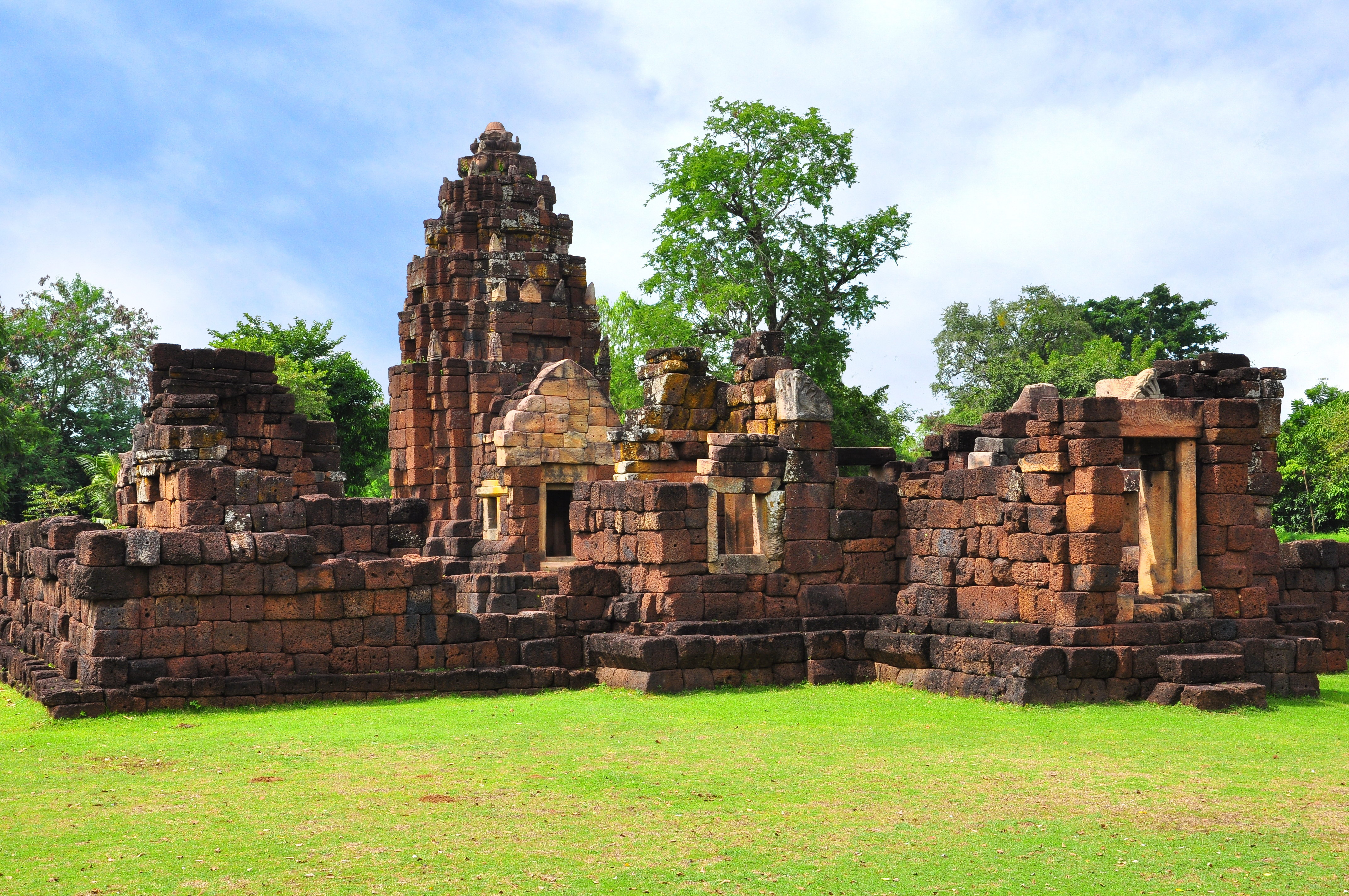
Le Kuti Reussi no 2
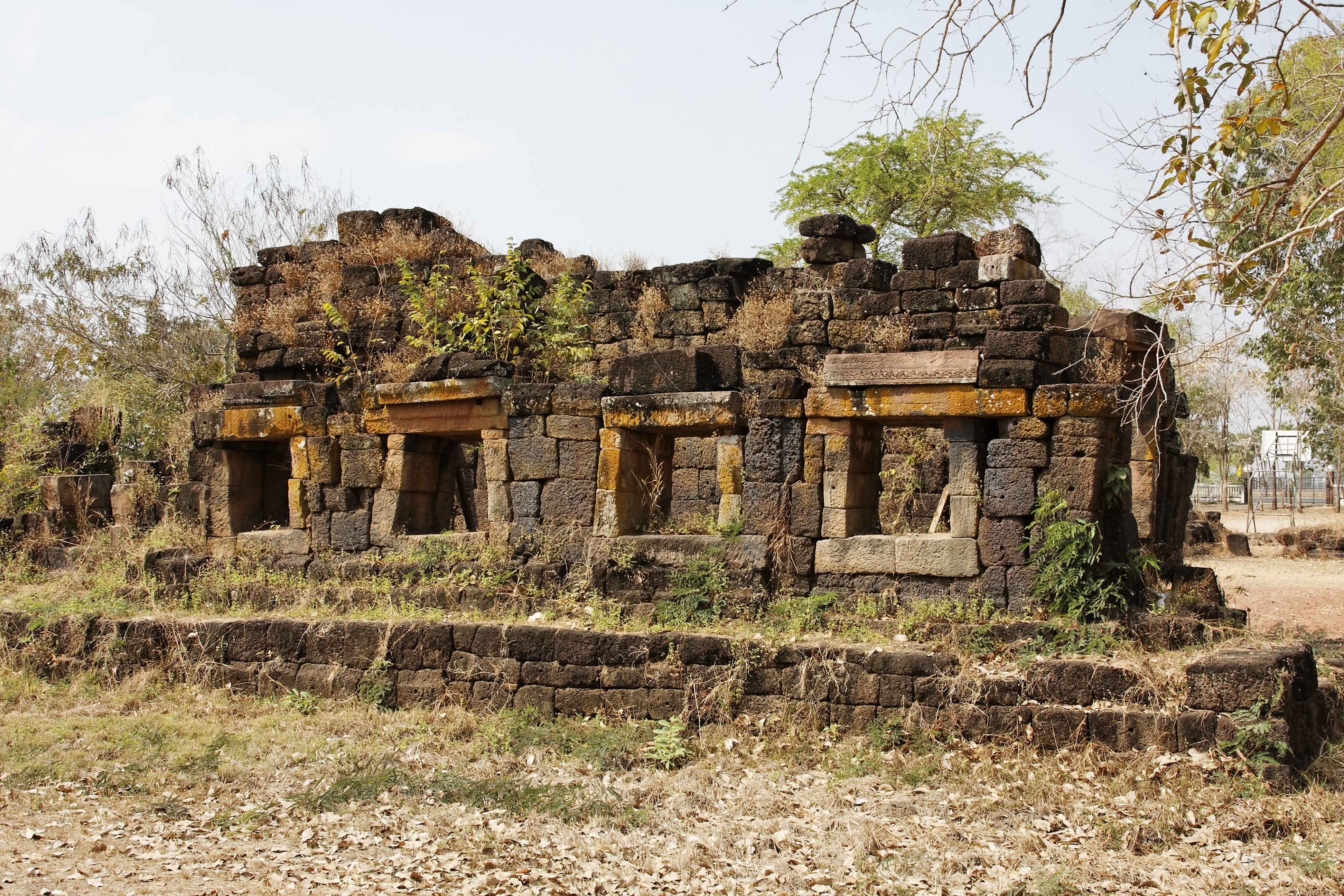
Le Prasat Ban Bu
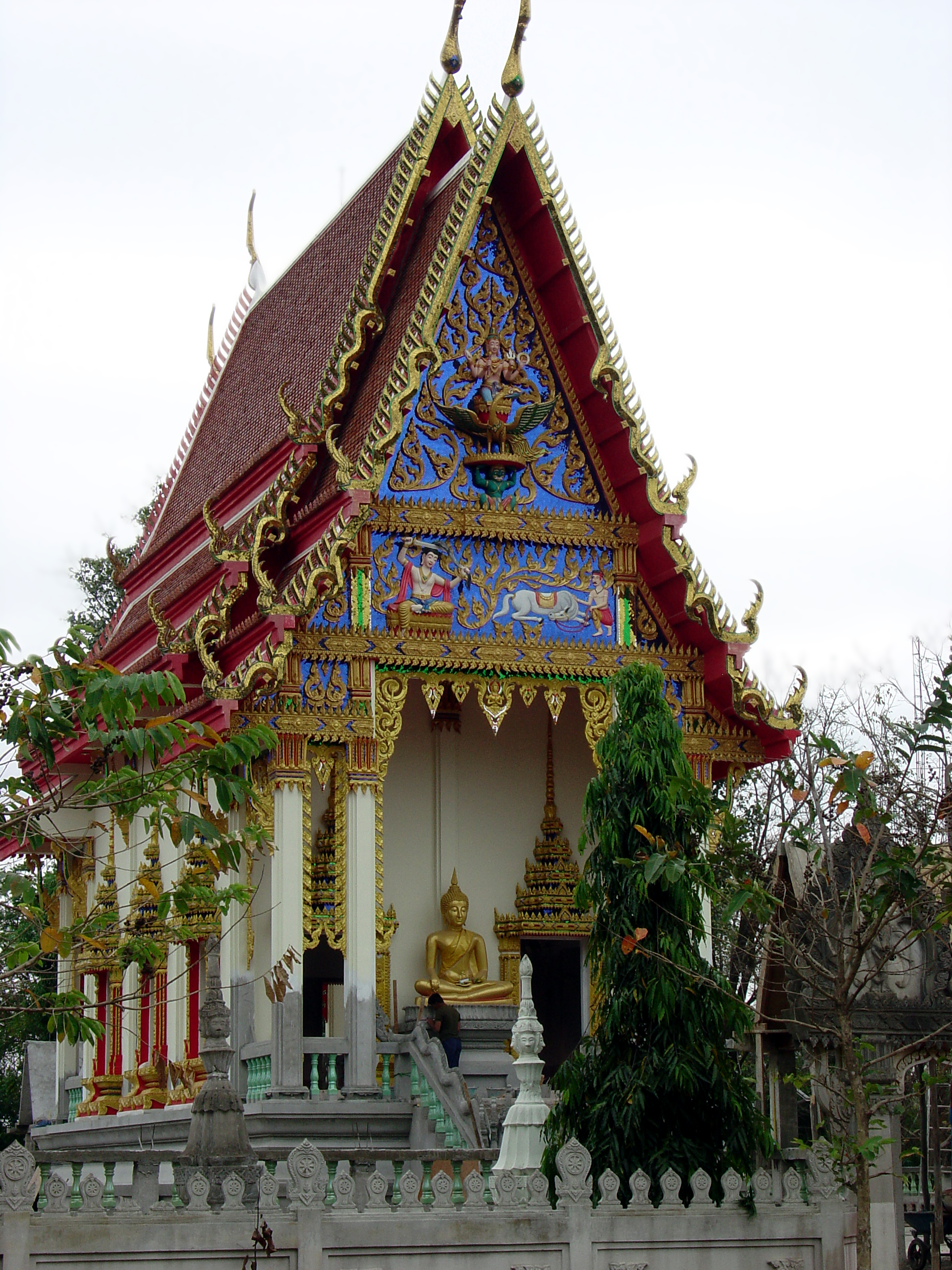
Le Wat Prasat Burapharam

- Art originaire de l'amphoe Prakhon Chai

Art originaire de lamphoe Prakhon Chai
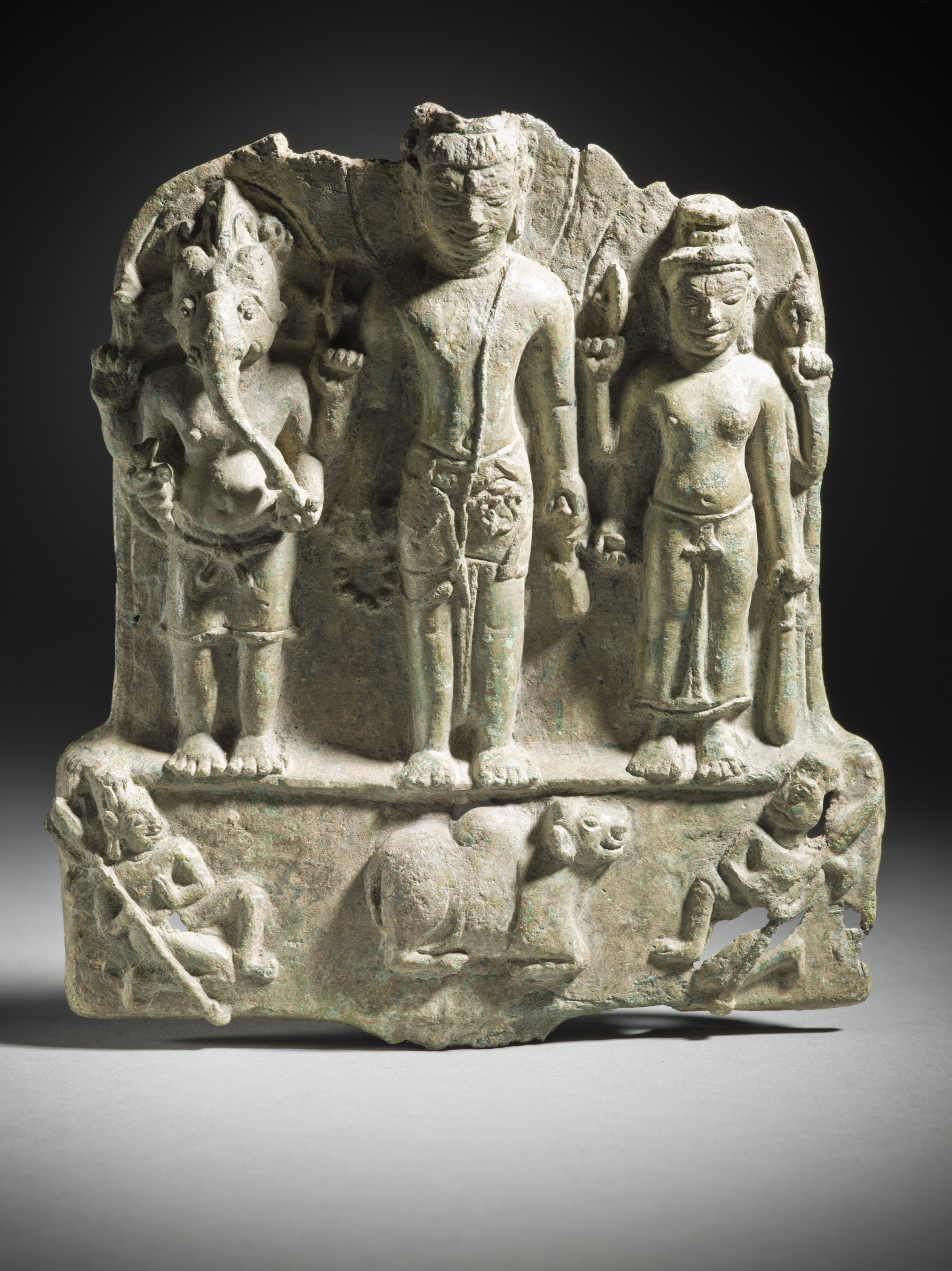
Le dieu hindou Shiva flanqué de Ganesh et Dourga, Musée d'Art du comté de Los Angeles
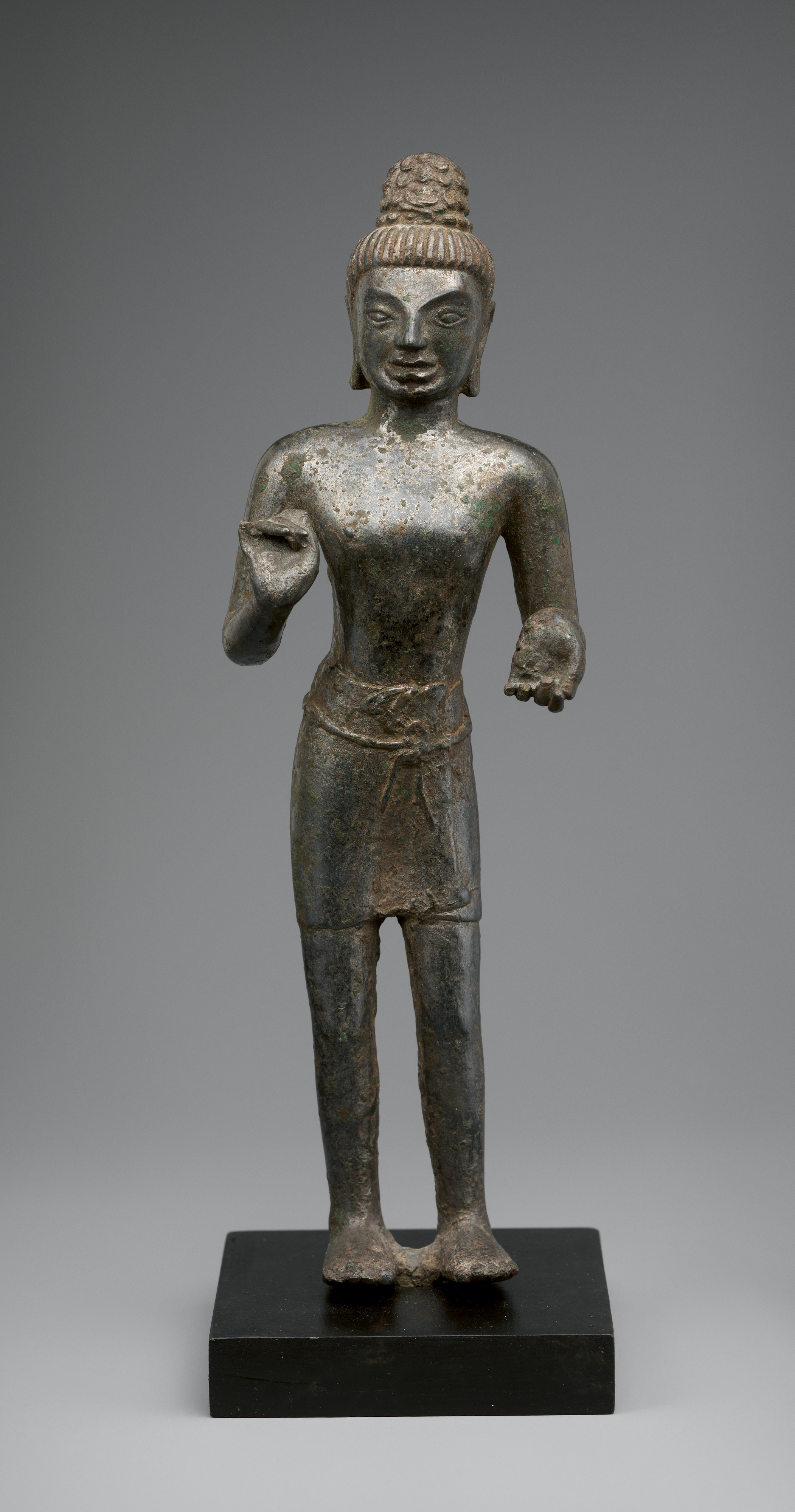
8e siècle, Metropolitan Museum of Art
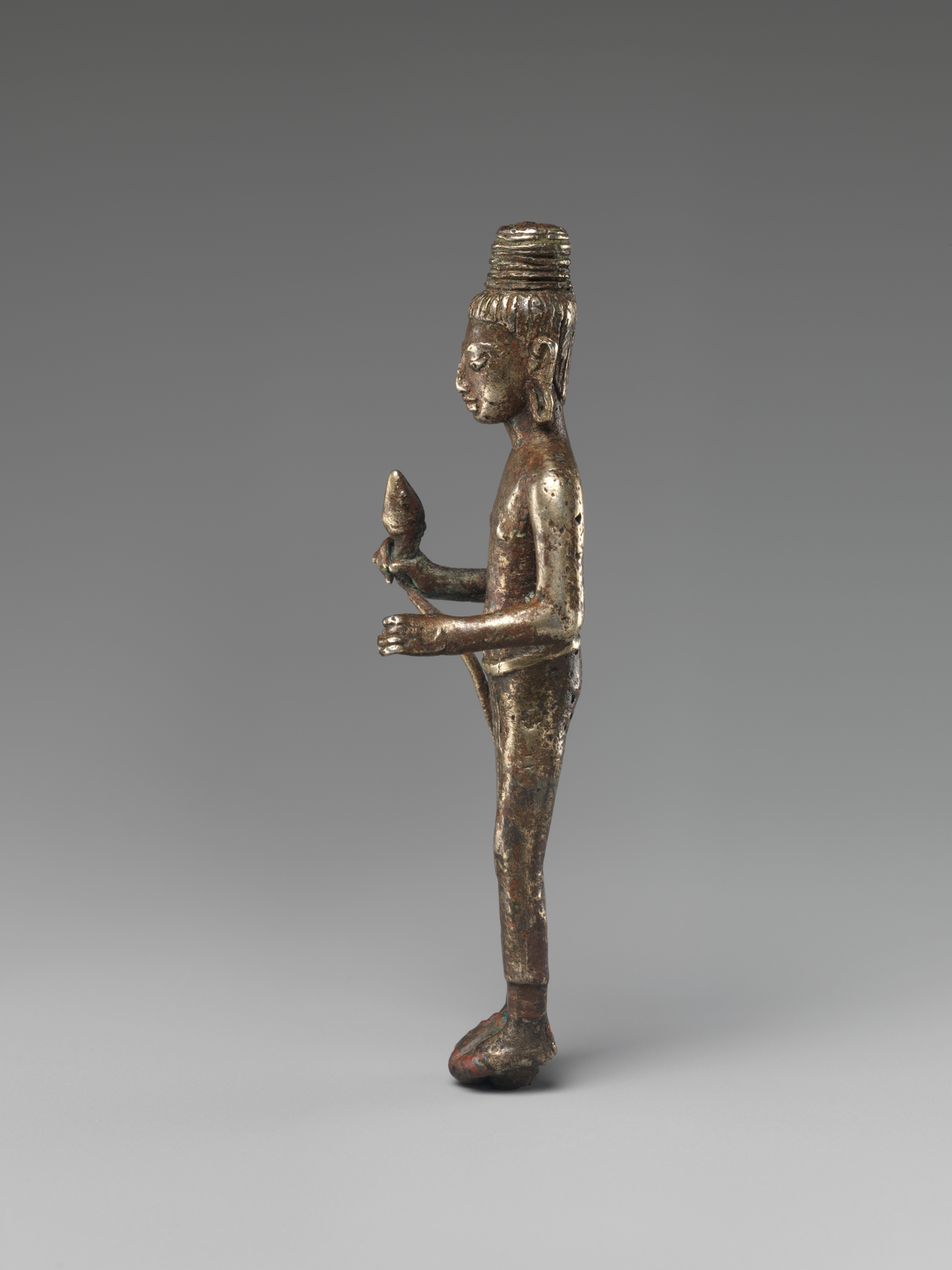
Bodhisattva debout, probablement Maitreya, 7e siècle-8e siècle, Metropolitan Museum of Art
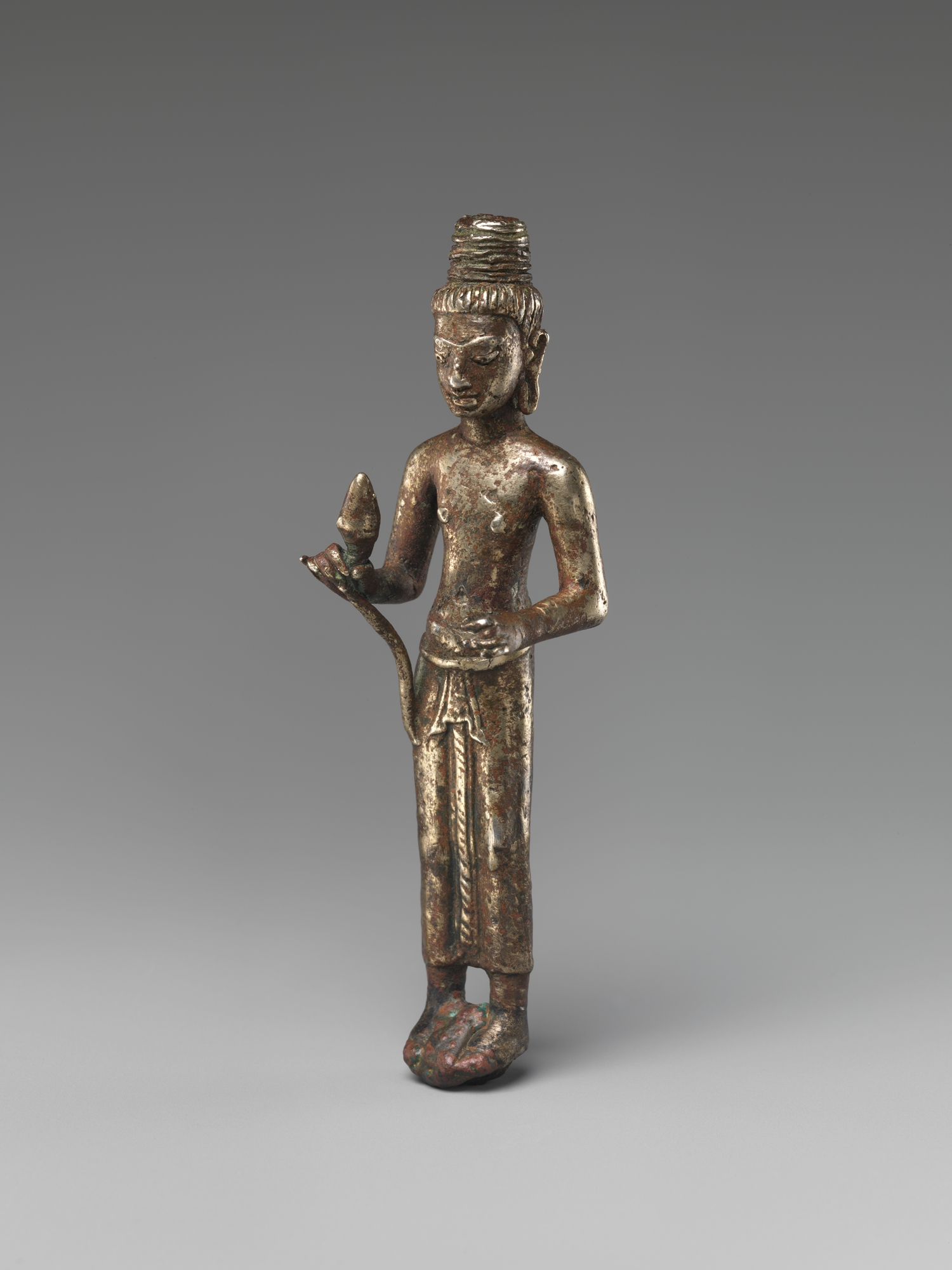
Bodhisattva debout, probablement Maitreya, 7e siècle-8e siècle, Metropolitan Museum of Art